# Locris flexuosa
Locris flexuosa är en insektsart som beskrevs av Jacobi 1936. Locris flexuosa ingår i släktet Locris och familjen spottstritar. Inga underarter finns listade i Catalogue of Life.